# Crkva na kamenu
Crkva na kamenu je mjesečni pastoralno-informativni list hercegovačkih biskupija. 

## Povijest
Nedugo nakon blagoslova mostarske katedrale i preuzimanja biskupske dužnosti mons. Pavla Žanića od biskupa Petra Čule, 22. rujna 1980. održana je sjednica uprave Mostarsko-duvanjske i Trebinjsko-mrkanske biskupije. Na njoj je donesena odluka o osnivanju Crkve na kamenu i date su smjernice toga projekta.
- List će se zvati Crkva na kamenu i bit će namijenjen vjernicima Hercegovine.
- Bavit će se vjersko informativnom problematikom, a u podnaslovu će stajati Informativni list hercegovačkih biskupija.
- Izlazit će mjesečno, a prvi će broj biti tiskan u nakladi od 5000 primjeraka.
- Izdržavat će se od pretplata čitatelja i, po potrebi, dotiranjem izdavača.
- Glavni urednik bit će don Ivica Puljić, a odgovorni urednik don Marko Perić, a imenovan je i urednički kolegij.[1]:2.

Prvi broj pripremljen je u Mostaru, a složen i prelomljen u prostorijama Misijske centrale u Sarajevu. Prostorije uredništva bile su u sklopu katedralnoga župnog dvora, i to sve do 16. ožujka 1998. kada su premještene u crkvenu zgradu u ulici Nikole Šubića Zrinjskoga.
Već od samih početaka list je bio izložen cenzuri komunističkih vlasti o čemu piše don Ivica Puljić, prvi urednik::4.-5.

## Format lista
List je do kraja 2000. izlazio u velikom formatu (23,5 × 33,5cm), kada je došlo do smanjenja formata (21,5 × 28,5 cm), povećanja broja stranica s 20 na 32 te tiska ovitka u boji, a unutrašnjosti u dvije boje. Od 2004. list se u potpunosti tiska u boji u opsegu od 44 stranice, a od 2016. na 52 stranice, te od 2018. ponovo na 44 stranice.:8. Prateći trendove modernih medijskih kuća od lipnja 2001. list ima i internetsku stranicu na kojoj su uglavnom objavljivani dijelovi tiskanog izdanja, a 2016. pokrenut je internetski portal.:10.

## Urednici lista
Dosadašnji glavni urednici lista bili su::6.
- dr. don Ivica Puljić (1980. – 1985.)
- dr. don Ante Komadina (1985. – 1999.)
- dr. don Božo Goluža (1999. – 2022.)
- mr. sc. don Ivan Turudić (2022. – )[2]

## Izdavačka kuća
Od 1983. Crkva na kamenu postaje izdavačka kuća. Knjige u njezinu izdanju mogu se svrstati u tri kategorije: 
- znanstvene (povijest, teologija),
- znanstveno-popularne
- pučke (proza i poezija).[1]:11.

U njenoj je nakladi do sada objavljeno 165 izdanja.

## Vanjske poveznice
- Službena stranica